# إكستر (رود آيلاند)
إكستر (بالإنجليزية: Exeter)‏ هي بلدة تقع بولاية رود آيلاند في الولايات المتحدة. تبلغ مساحتها 151.2 (كم²)، وترتفع عن سطح البحر 58 م، بلغ عدد سكانها 6425 نسمة في عام 2010 حسب إحصاء مكتب تعداد الولايات المتحدة وتصل الكثافة السكانية فيها 43 نسمة/كم2.

## وصلات خارجية
- The US50 - Cities and Towns in Rhode Island State
- Rhode Island Cities and Towns, Facts, Map, Flag, Colleges, Government, and More